# Saint-Sylvestre-de-Cormeilles
 Saint-Sylvestre-de-Cormeilles  là một xã của tỉnh Eure, thuộc vùng Normandie, miền bắc nước Pháp.